# Mathematische Morphologie
Die mathematische Morphologie (MM) ist ein theoretisches Modell für digitale Bilder und basiert auf Verbandstheorie und Topologie.
Die Morphologie ist ein Zweig der Bildverarbeitung, der sich mit der Verarbeitung von binären Bildern (Rastergrafiken) befasst. Binäre Rastergrafiken sind Bilder, deren Bildelemente (Pixel) nur einen von zwei verschiedenen Farbwerten annehmen können.
Basisoperationen in der Morphologie sind Dilatation, Erosion, Vereinigung, Schnittmengenbildung und Mengendifferenzbildung.
Aufbauend auf diesen Operationen können weitere Operationen wie Opening, Closing, Verdünnung, Umriss-Extraktion oder beispielsweise die Skelettierung konstruiert werden.

## Grundlegende Konzepte

### Interpretation als Verband
In der mathematischen Morphologie werden Bildsignale als Elemente eines (vollständigen) Verbandes interpretiert. Dies ist ein Paradigmenwechsel im Vergleich zur klassischen (linearen) Signalverarbeitung, in der Bilder als Elemente eines Vektorraumes aufgefasst werden. In beiden Fällen ist man an Operatoren {\displaystyle \varphi } interessiert, die die zugrundeliegende Struktur erhalten. Im Fall des Vektorraumes sind dies das Verstärkungs- und das Superpositionsprinzip.
{\displaystyle \varphi \left[\sum _{i}a_{i}S_{i}\right]=\sum _{i}a_{i}\varphi \left[S_{i}\right]}
Man kann zeigen, dass alle verschiebungsinvarianten Operatoren, die diese Gleichung erfüllen, als lineare Filter dargestellt werden können. Wählt man für die Funktionen {\displaystyle S_{i}} die Eigenfunktionen des Vektorraumes, so handelt es sich bei {\displaystyle \varphi \left[S_{i}\right]} um das Fourierspektrum des Operators.
Die grundlegenden Verknüpfungen eines Verbandes sind die Bildung von Infimum ({\displaystyle \wedge _{i}S_{i}}) und Supremum ({\displaystyle \vee _{i}S_{i}}). Außer der trivialen Identitätsabbildung gibt es allerdings keinen Operator, der bezüglich beider Verknüpfungen invariant ist. Entsprechend gibt es zwei grundlegende Operatoren, namentlich die Dilatation {\displaystyle \delta } und die Erosion {\displaystyle \varepsilon }, für die man folgende Eigenschaften fordert:
- {\displaystyle \delta \left[\bigvee _{i}S_{i}\right]=\bigvee _{i}\delta \left[S_{i}\right]}
- {\displaystyle \varepsilon \left[\bigwedge _{i}S_{i}\right]=\bigwedge _{i}\varepsilon \left[S_{i}\right]}.

Als Dilatation (bzw. Erosion) bezeichnet man also einen Operator, der bezüglich der Supremumsbildung (bzw. Infimumsbildung) invariant ist.
Anschaulich bedeutet das, dass man (im Fall der Dilatation) das Bild in einzelne Strukturen zerlegen kann, jede für sich dilatiert und die jeweiligen Ergebnisbilder unter Verwendung der Supremumsbildung wieder überlagert. Für die Erosion gilt die duale Aussage.

### Topologischer Ansatz
Für den topologischen Ansatz wird die Nachbarschaft (das Umgebungsfilter) durch ein strukturierendes Element definiert. In diesem Fall sind Öffnen und Schließen die beiden dualen Grundoperatoren. Das Öffnen eines Bildes {\displaystyle A} mit einem strukturierenden Element {\displaystyle X} ist die größte Teilmenge von {\displaystyle A}, die bezüglich der durch {\displaystyle X} definierten Topologie offen ist. Entsprechendes gilt dual für das Schließen. Die Erosion von {\displaystyle A} mit {\displaystyle X} stellt in der topologischen Interpretation die maximale Menge der Bildpunkte dar, deren durch {\displaystyle X} definierte Umgebung vollständig in {\displaystyle A} enthalten ist. Die Dilatation von {\displaystyle A} mit {\displaystyle X} wiederum ist die minimale Menge an Bildpunkten, die für alle Punkte von {\displaystyle A} die durch {\displaystyle X} definierte Umgebung enthält.

## Morphologische Bildverarbeitung
Die morphologische Bildverarbeitung ist ein Teilgebiet der computergestützten Bildverarbeitung und kann als Technik zur Analyse von Strukturen in Bildern verstanden werden.
Morphologie ist die Lehre der Gestalt oder der Form. Diese nichtlineare Bildverarbeitungsmethode dient dazu, die Struktur von Bildern zu analysieren und zu beeinflussen. Sie ist ein Konzept, das auf der Mengenlehre, der Topologie und der Verbandstheorie basiert. Es sind sowohl Binär- als auch Grauwertbilder zulässig, da auch Binärbilder bereits die Form und Gestalt eines Objektes wiedergeben können. Ein Ziel der morphologischen Bildverarbeitung kann einerseits ein neues Bild sein, das Relevantes hervorhebt. Ein weiteres Ziel kann eine Liste sein, die mit aus dem Bild bestimmten Messgrößen gefüllt wird.
Es gilt, die morphologische Bildverarbeitung nicht mit Morphing zu verwechseln. In der Literatur ist sie auch unter dem Begriff der mathematischen Morphologie zu finden.
In der Morphologie wird ein Bild {\displaystyle A} als eine Teilmenge des Euklidischen Raumes {\displaystyle \mathbb {R} ^{d}} oder eines diskreten Gitters {\displaystyle \mathbb {Z} ^{d}} der Dimension {\displaystyle d} aufgefasst.

### Strukturelement
Ein Strukturelement {\displaystyle B\subset \mathbb {Z} ^{2}} ist eine Strukturmenge der zweidimensionalen, diskreten Grundmenge. Sie besteht aus dem Ursprungspixel und weiteren beliebig angeordneten Pixeln. Der Ursprungspixel ist im Normalfall auch der Bezugspunkt, auf den sich die Filterung bezieht. Der Bezugspunkt wird durch das Zeichen {\displaystyle \otimes } gekennzeichnet.
Beispiele für häufig genutzte Strukturelemente {\displaystyle B} für Bilder {\displaystyle A} aus {\displaystyle \mathbb {Z} ^{2}}:
- Vierer-Nachbarschaft: {\displaystyle B={\begin{bmatrix}0&1&0\\1&\otimes &1\\0&1&0\end{bmatrix}}};
- Achter-Nachbarschaft: {\displaystyle B={\begin{bmatrix}1&1&1\\1&\otimes &1\\1&1&1\end{bmatrix}}};
- Eine Näherung des Kreises mit Radius 2: {\displaystyle B={\begin{bmatrix}0&0&1&0&0\\0&1&1&1&0\\1&1&\otimes &1&1\\0&1&1&1&0\\0&0&1&0&0\end{bmatrix}}}.

Die Spiegelung des Strukturelementes {\displaystyle B} wird mit {\displaystyle {\check {B}}} gekennzeichnet: {\displaystyle {\check {B}}=\{-b|b\in B\};B\subseteq \mathbb {E} }.
Die Wahl des Strukturelementes hängt von der Problemstellung ab und wird deshalb im Normalfall durch vorhandenes Vorwissen erleichtert.

#### Morphologische Standardoperatoren

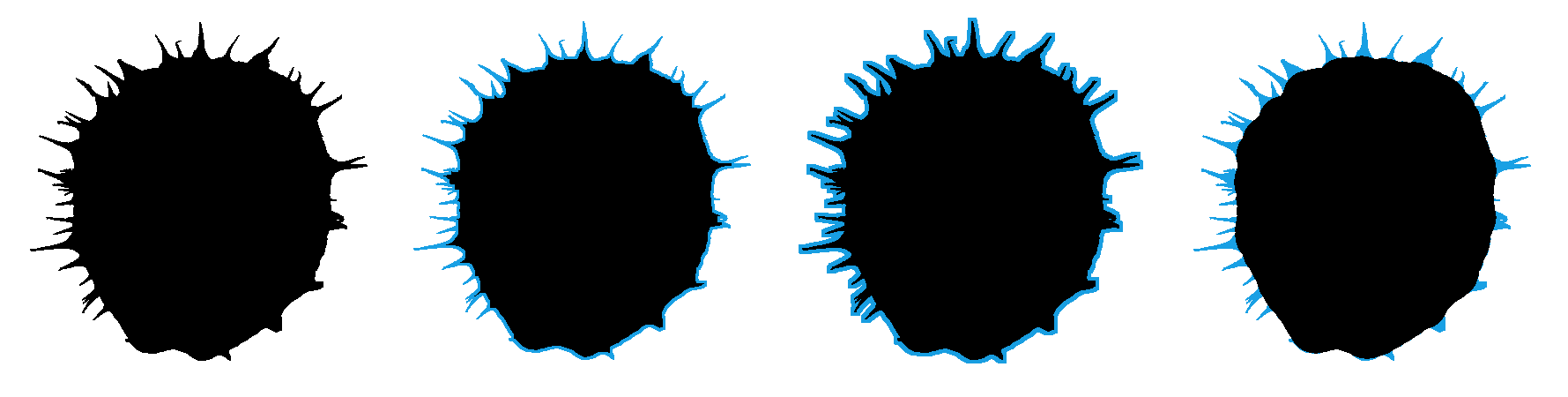
Links: Binärbild einer Kastanie; Mitte links: Erosion; Mitte rechts: Dilatation. Rechts: Öffnung. Die Auswirkungen der morphologischen Operationen auf das Binärbild sind blau markiert.

Die morphologischen Standardoperatoren sind die Erosion und die Dilatation. Aus der Kombination dieser ergeben sich die Öffnung und die Schließung. Die Standardoperatoren sind eng mit der Minkowski-Summe verwandt und bilden die Grundlage der morphologischen Bildverarbeitung.
Die Erosion {\displaystyle A\ominus B} eines Bildes {\displaystyle A} mit dem Strukturelement {\displaystyle B} trägt den Rand der Objekte ab. Ein Ergebnis daraus kann sein, dass anfangs zusammenhängende Objektstrukturen getrennt werden.
Analog dazu erweitert die Dilatation {\displaystyle A\oplus B} die Objektstrukturen im Bild. Dabei kann es auch zu Verschmelzungen vormals getrennter Objekte kommen.
Die Verwandtschaft zwischen Erosion und Dilatation nennt man Dualität. Für Binärbilder und (zentral-)symmetrische Strukturelemente gilt: {\displaystyle A^{c}\ominus B=(A\oplus B)^{c}}. Dabei ist {\displaystyle A^{c}} das Komplement zu {\displaystyle A}, also {\displaystyle A^{c}=\{x\in \mathbb {E} |x\notin A\}}.
Die Öffnung {\displaystyle A\circ B} des Bildes {\displaystyle A} mit dem Strukturelement {\displaystyle B} besteht aus zwei Schritten: Erosion von {\displaystyle A} mit {\displaystyle B}, danach Dilatation des Ergebnisses mit {\displaystyle B}. Geometrisch interpretiert kann die Öffnung zum glätten äußerer Ecken, zum entfernen dünner Stege oder "Stacheln" sowie zum entfernen kleiner Außenliegender Objekte genutzt werden. So können beispielsweise die Stacheln einer Kastanie entfernt werden während die Form der Frucht jedoch weitgehend erhalten bleibt.
Analog zur Öffnung setzt sich die Schließung {\displaystyle A\bullet B} aus den gleichen Schritten in umgekehrter Reihenfolge zusammen. Zunächst wird das Bild {\displaystyle A} mit {\displaystyle B} dilatiert, um das Ergebnis wiederum mit {\displaystyle B} zu erodieren. Aufgrund der Dualität kann die Schließung auch alternativ formuliert werden: {\displaystyle A\bullet B=(A^{c}\circ B^{s})^{c}}. Geometrisch wirkt sich die Schließung durch die Glättung innerer Ecken, die Überbrückung kleiner Distanzen und besonders der namensgebenden Schließung von inneren Löchern aus.

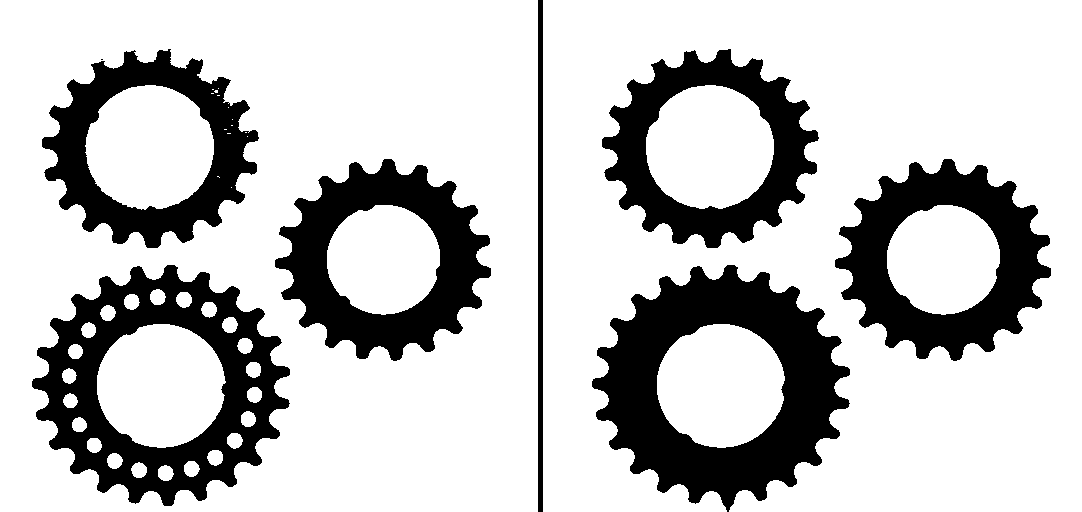
Binärbild von Zahnrädern vor und nach morphologischer Schließung. Man erkennt, dass die Löcher geschlossen werden, die Form aber erhalten bleibt.

##### Eigenschaften der Standardoperatoren
- Erosion ist monoton wachsend: {\displaystyle A_{1}\subseteq A_{2}\Rightarrow (A_{1}\ominus B)\subseteq (A_{2}\ominus B)}
- Dilatation ist monoton wachsend: {\displaystyle A_{1}\subseteq A_{2}\Rightarrow (A_{1}\oplus B)\subseteq (A_{2}\oplus B)}
- Dilatation ist extensiv, d. h. {\displaystyle A\subseteq A\oplus B}, falls B den Ursprung enthält
- Erosion ist anti-extensiv, d. h. {\displaystyle A\ominus B\subseteq A}, falls B den Ursprung enthält
- Ist A konvex, ist auch {\displaystyle A\ominus B}
- Translationsinvarianz: {\displaystyle A\ominus B_{z}=(A\ominus B)_{z}}

#### Weitere Operatoren und Anwendungen

##### Filterung
- Morphologische Gradienten (Kantenfilter)
- Kontrastverstärkung
- Granulometrie
- Skelettierung

##### Segmentierung
- Wasserscheidentransformation
- Markerkontrollierte Segmentierung

##### Klassifikation
- Clusteranalyse

### Anwendungsgebiete
Die Anwendungsgebiete der morphologischen Bildverarbeitung sind vielseitig. Beispiele sind die industrielle Qualitätskontrolle, die Dokumentenverarbeitung, die Bildkodierung sowie die medizinische Bildverarbeitung. Auch in den Geowissenschaften, den Materialwissenschaften und im Bereich der Sicherheitskontrolle findet die Technik Anwendung.